# سلالة معدان
كانت سلطنة مكران مملكة إسلامية في العصور الوسطى يحكمها أفراد من سلالة المعدانيين. حكمت مكران من أواخر القرن التاسع أو أوائل القرن العاشر حتى حوالي القرن الحادي عشر. تأسست السلطنة على يد عيسى بن معدان سنة (340هـ\951مـ).

## التاريخ
كانت مكران واحدة من أقصى الولايات الشرقية التابعة للخلافة بعد فتحها من قبل المسلمين في عام 644. في القرن التاسع، وخاصة بعد أن بدأت قبضة العباسيين على الولايات الحدودية للخلافة تضعف، اجتاح الخوارج مكران. وفقًا للمؤرخ المسعودي، كان الخوارج لا يزالون قوة مهمة في مكران بحلول الوقت الذي سيطر فيه المعدانيون هناك.
بحلول أوائل القرن العاشر، صعد بنو معدان إلى السلطة في مكران. لا يذكر ابن حوقل أصولهم. استخدم المعدانيون لقب مهراج السنسكريتي. أسسوا عاصمتهم في كيز أو كج، وعلى الرغم من ندرة لعبهم دورًا رئيسيًا في الشؤون الإقليمية، فقد تمكن المعدانيون من الحفاظ على سلطتهم في مكران لمدة قرن ونصف على الأقل. في مرحلة ما، أصبح المعدانيون تابعين لدولة الصفارية في سيستان. في عام 907/908، غزا الأمير الصفاري الليث مكران بعد أن تأخر عيسى عن دفع الجزية المطلوبة، وتمكن من إجبار المعدانيين على دفع جزية لمدة ثلاث سنوات.
استمرت المعدانيين بدفع الجزية للصفاريين حتى منتصف القرن العاشر على أقصى تقدير. في عام 971، أجبر الأمير البويهي عضد الدولة، الذي كان قد غزا ولاية كرمان المجاورة المحكومة من بنو إلياس، المعدانيين بالأعتراف بالسيادة البويهية. ومع ذلك، بعد فترة وجيزة من ذلك، حول المعدانيون ولاءهم إلى الحاكم التركي لغزنة، سبكتكين، ليبدأ ما يقرب من قرن من الولاء لدولة الغزنوية.
في أوائل القرن الحادي عشر كان حاكم مكران هو معدان بن عيسى بن معدان. وبعد وفاة معدان في عام 1025/1026 اندلع نزاع على الخلافة بين ولديه، عيسى وأبي العساكر حسين. وتفاوض السلطان الغزنوي محمود على تسوية النزاع بين الأخوين، لكنها انهارت عندما تمرد عيسى ضد الغزنويين في عام 1029. وبعد عامين أرسل ابن محمود مسعود جيشًا قتل عيسى ونصب أبي العساكر حسين مكانه. حكم الأخير مكران حتى بعد عام 1058 وكان معروفًا بأنه رجل علم. وبعد فترة من وفاته انتهت سلطة المعدانيين، ويفترض أن ذلك كان في أواخر القرن الحادي عشر أو الثاني عشر.

## الهوامش
1. 1 2  Bosworth (1994), p. 256
2. ↑  Baloch, p. 297
3. ↑  Takhri, Ibrahim Ibn Mu Hammad I. S. (18 Apr 2018). Kitab Masalik Wa-mamalik Tasnif Ibn Hawqal (بالإنجليزية). Creative Media Partners, LLC. pp. 152–154. ISBN:978-1-379-60408-2. Archived from the original on 2024-09-20.
4. ↑  Baloch, p. 296 and Bosworth (1994), p. 256
5. ↑  Bosworth (1994), pp. 256–57
6. ↑  Baloch, p. 296 and Bosworth (1975), p. 173
7. ↑  Baloch, p. 297 and Bosworth (1975), p. 173